# Yeşildağ, Burdur
Yeşildağ là một xã thuộc thành phố Burdur, tỉnh Burdur, Thổ Nhĩ Kỳ. Dân số thời điểm năm 2010 là 91 người.